# Johan Bülow (erhvervsmand)
 Der er flere personer med dette navn, se Johan Bülow (flertydig).
Johan Bülow (født 3. april 1984 i Svaneke) er en dansk erhvervsleder, der er grundlægger af Lakrids by Johan Bülow.

## Historie
Han er søn af glaskunstner Pernille Bülow og merkonom Henrik Brandt Ibsen. Johan Bülow er født på Bornholms Hospital og opvokset i Svaneke på Bornholm.
Bülow grundlagde sammen med sin iranske kæreste Sarah Askari i 2007 i Svaneke virksomheden Lakrids by Johan Bülow, som 60-doblede sin omsætning fra 2008 til 2011.[kilde mangler]
I 2014 blev han optaget i Kraks Blå Bog.
Samme år blev han også kåret til prisen som Årets leder, der uddeles af organisationen Lederne.